# Monbijoupark
Het Monbijoupark is een in Berlin-Mitte gelegen park van ongeveer 3 hectare. Het beschermde groengebied bevindt zich in een geliefde uitgaans- en flaneerwijk van het nieuwe centrum en wordt in het zuiden door de Spree en in het noorden door de Oranienburger Straße en de Monbijouplatz begrensd.
Op de locatie van het park stond tot 1959 het Slot Monbijou. De na de Tweede Wereldoorlog overgebleven ruïne van het slot werd uit politieke overtuiging verwijderd, in plaats van te kiezen voor renovatie. Het terrein werd daarna als park ingericht. Dit duurde tot 1962. Daarbij hoorde de bouw van een kinderzwembad naar plannen van Heinz Graffunder en Walter Hinkefuß uit 1960. In 1974 werd het park opnieuw ingericht. De restaurantpaviljoens ontwierp Peter Hartlich. In 2001 werden de restaurants en het bad grondig gerenoveerd.

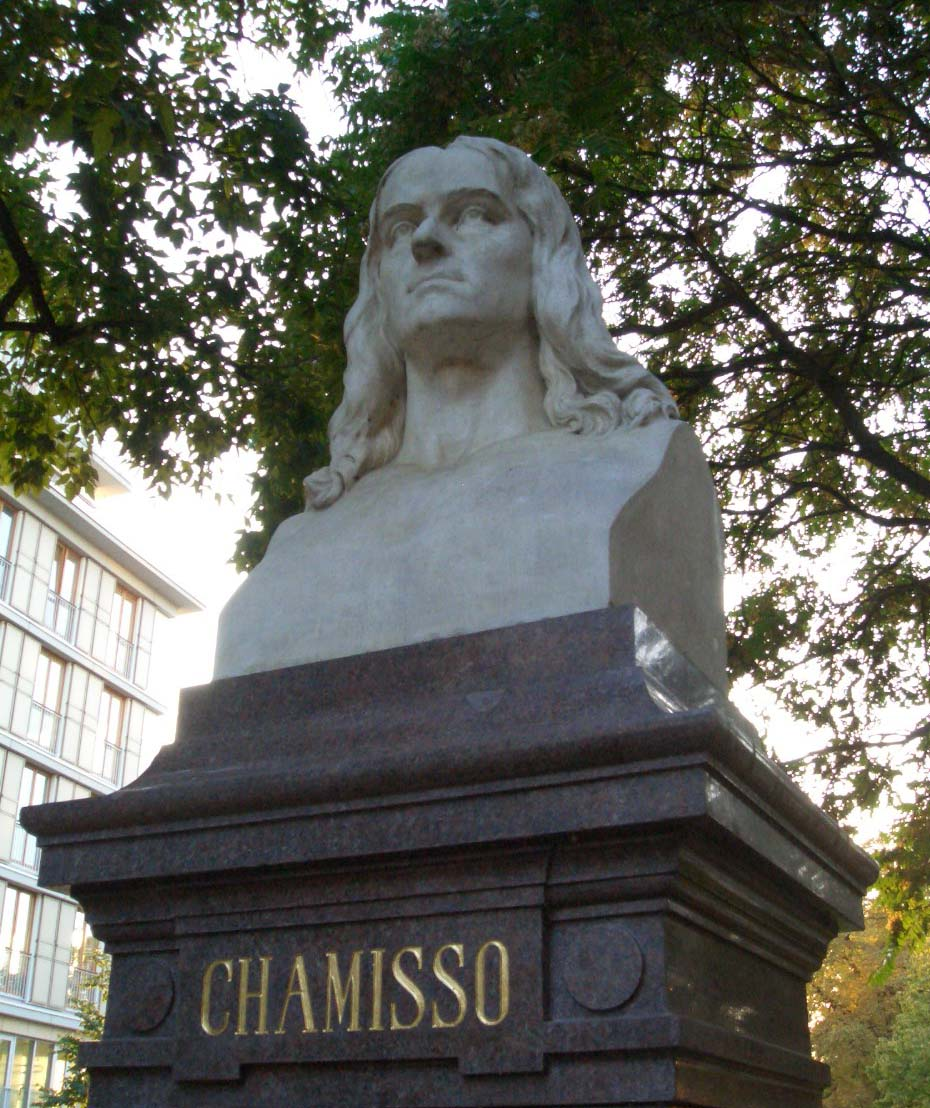
Adelbert von Chamisso van Julius Moser, Marmer (1888)

In het park bevindt zich aan de oever tegenover het Museumsinsel de geliefde "Strandbar Mitte". Het standbeeld voor Adelbert von Chamisso is van de hand van Julius Moser (1888).
In 2006 en 2007 werd het park naar plannen van tuin- en landschapsarchitectenbureau Lützow 7 uit Berlijn opnieuw ingericht en er is onder andere een maximaal 9 meter brede oeverpromenade aangelegd.
De in de Tweede Wereldoorlog verwoeste en in 2006 nieuw opgebouwde Monbijoubrug verbindt het park met het Bode-Museum en het Museumsinsel.